# Bustier

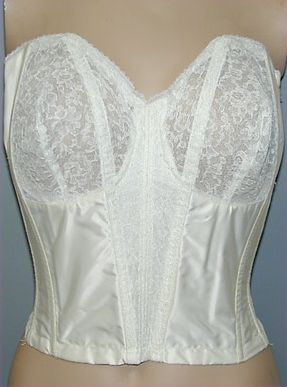
Bustier

Un bustier (del francés bustier, y este a su vez de buste, busto) es una prenda femenina que cubre del pecho hasta la cintura y perfila la forma del busto. Se usa tradicionalmente como ropa interior. 
Es similar a un corsé, pero el bustier es a menudo más corto, más flexible, y no modifica la silueta, solo la realza. Alcanza hacia abajo solamente las costillas o la cintura y tiene una función diferente: su propósito primario es empujar hacia arriba el busto presionando contra la zona superior del costillar forzando a los pechos a levantarse, mientras perfila la cintura suavemente. Se parece también al corpiño, si bien este se utiliza como prenda exterior.
El bustier es una ropa multiusos y se utiliza tanto como sujetador del pecho para uso interior como camisola para uso externo. El bustier también se usa como media enagua bajo la ropa superior transparente si no se desea una exhibición atrevida de la zona pectoral.

## Origen
Estas delicadas prendas, eran representativas y símbolo de nobleza para las mujeres con poder desde el año 2000 a. C. Estos al comienzo no eran utilizados como ropa interior ni mucho menos, sino que eran una vestimenta completa, de 1 pieza, como un vestido, pero en el siglo XVI, específicamente en Italia, su diseño fue variando hasta tener el representativo estilo que podemos apreciar hoy día.